# 魚住景固
魚住景固（うおずみ かげかた，享祿元年（1528）－天正2年（1574））戰國時代武將。朝倉氏、織田氏家臣。彥四郎。帶刀左衛門尉。稱備後守。

## 生平
魚住景固是朝倉義景的奉行。患有眼病。有參加鎮壓堀江景忠叛亂的記錄及參與對織田信長作戰。在姉川之戰時率一千兵出陣，並參加虎御前山跟織田軍的對峙。作為朝倉家的奉行，魚住景固也在元龜三年（1572年）負責劍神社的年貢進納。
天正元年（1573年）時，朝倉義景在為了救援近江的淺井長政而南下時遭到織田信長擊敗後，反到被織田軍殺入領地越前，義景在賢松寺被朝倉景鏡突襲而被迫自盡（一乘谷城之戰），朝倉家毀滅後，魚住景固便投降織田家。信長保留了魚住景固在越前鳥羽野城的領地，所領安堵。
隔年（1574）越前一向一揆爆發，富田長繁以邀宴為名，將魚住景固父子誘至龍門寺城殺害，隨後發兵攻陷鳥羽野城，但富田長繁殺死魚住景固的舉動，也讓他失去不少人心。